# Carlo Bononi
Carlo Bononi oppure Bonone (Ferrara, 1569? – Ferrara, 3 settembre 1632) è stato un pittore italiano.

## Biografia
Nacque a Ferrara, fu un sperimentatore inquieto e un viaggiatore instancabile. Le fonti settecentesche segnalano una data di nascita nel 1569, anche se questa è stata messa in dubbio da studi recenti, secondo i quali l'artista potrebbe essere nato una decina di anni dopo.

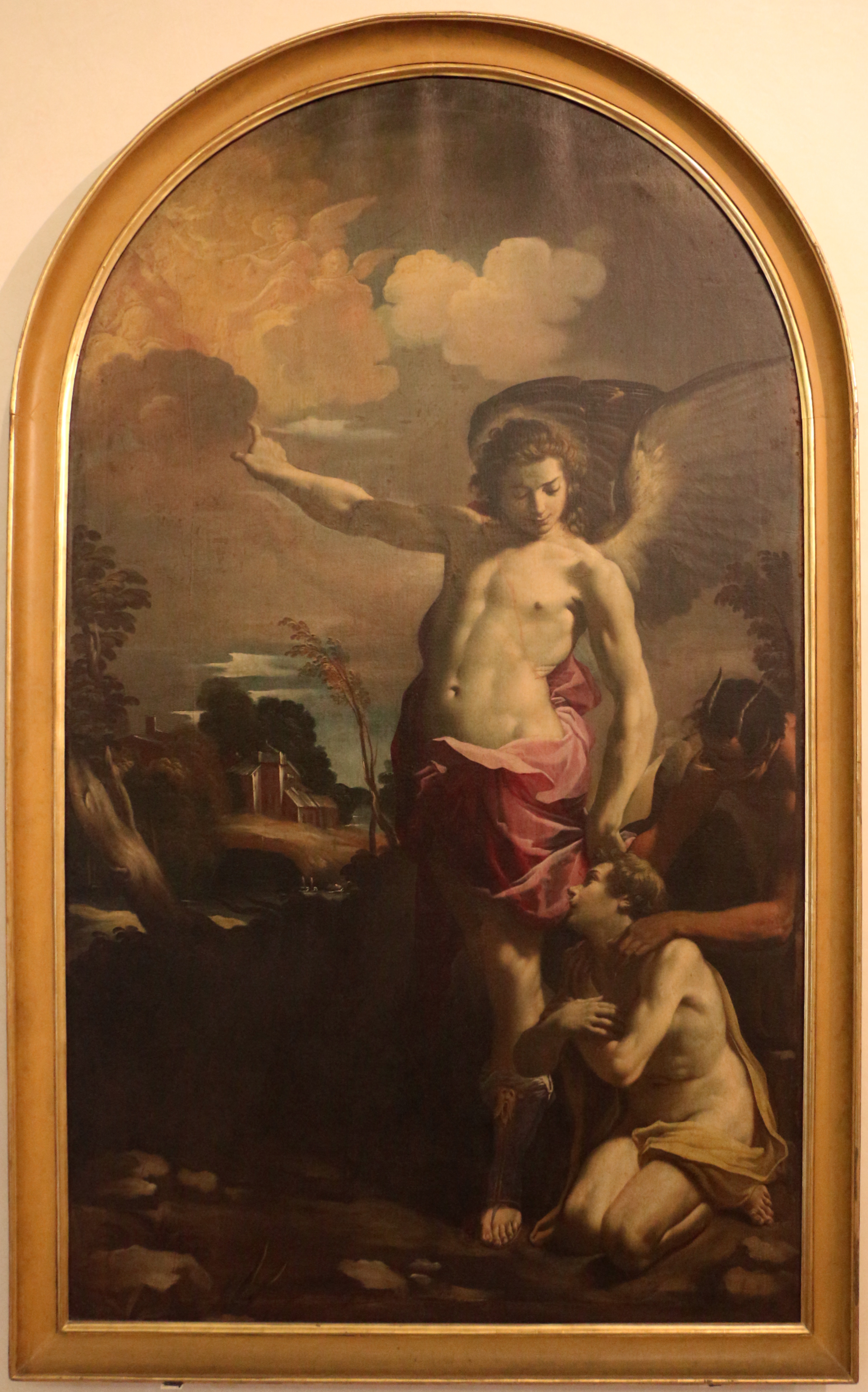
Angelo Custode, Palazzo dei Diamanti, Ferrara

Operò per committenti religiosi e profani in Italia, dalla Liguria al Trentino-Alto Adige, dall'Emilia alle Marche e all'Umbria, raggiungendo una discreta fama che lo ha reso uno dei pittori preminenti della scuola ferrarese.
Secondo la tradizione si formò artisticamente sotto la guida di Giuseppe Mazzuoli, noto come il "Bastarolo", ma anche questa notizia è oggetto di verifiche da parte degli studiosi.
Verso la fine del Cinquecento conobbe e frequentò la scuola bolognese, con la quale restò a lungo in contatto grazie anche ai suoi lavori eseguiti presso la chiesa di San Salvatore a Bologna, intorno al secondo decennio del Seicento, che evidenziarono le sue derivazioni carraccesche.
Verso i primi anni del XVII secolo, invece, Bononi si trasferì a Roma dove durante il suo soggiorno rimase influenzato dalle opere di Caravaggio, di cui realizzò varie copie, tra le quali il San Giovannino e la Deposizione. Dalle influenze caravaggesche, Bononi si allontanò grazie al suo perseguimento di un mondo favoloso e di luminosità irrealisticamente contrastata.
Nella sua fase artistica successiva, durante la sua permanenza a Fano, operò nella basilica di San Paterniano, dove evidenziò elementi tardomanieristici impreziositi di innovazioni che anticiparono il barocco, culminati con Le storie di San Paterniano. Una caratteristica peculiare delle sue opere, infatti, risultò l'energia emotiva che trasudò da ogni figura e da ogni composizione. Bononi fu anche un grande naturalista, difatti nelle sue opere, come il Miracolo di Soriano o l’Angelo custode, il sacro dialoga con la realtà quotidiana, le figure religiose sono contemporaneamente reali e umane.
Negli anni venti del Seicento i suoi lavori più significativi furono a Ferrara nella Chiesa di Santa Maria in Vado e a Reggio Emilia nella Basilica della Madonna della Ghiara e mostrarono aperture sia a Guercino che a Lanfranco.
Nelle sue ultime opere mostrò segni di quella tendenza romantica che lo rese in qualche modo un seguace della Ferrara cavalleresca emblematizzata da Dosso.
Tra i suoi allievi si ricordano: Alfonso Rivarola (il Chenda), Giovanni Battista dalla Torre e Camillo Berlinghieri. Il nipote ed erede, Lionello Bononi, fu anche pittore.

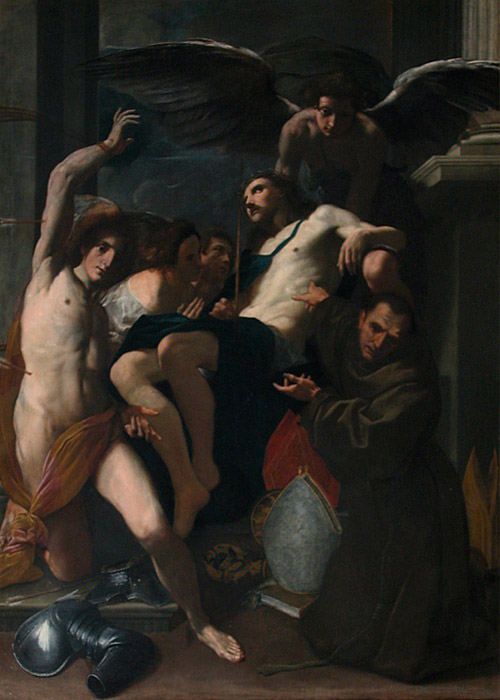
Cristo adorato da angeli tra i santi Sebastiano e Bonaventura, 1610, Louvre
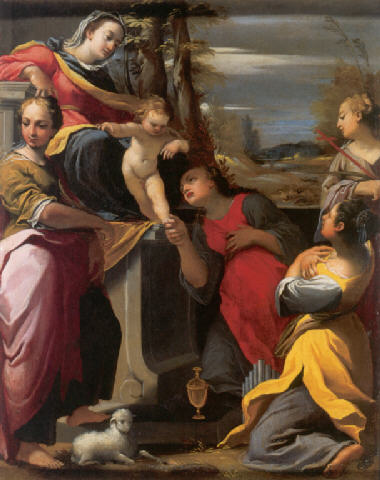
Madonna in trono col Bambino e le sante Agnese, Maria Maddalena, Cecilia e Margherita
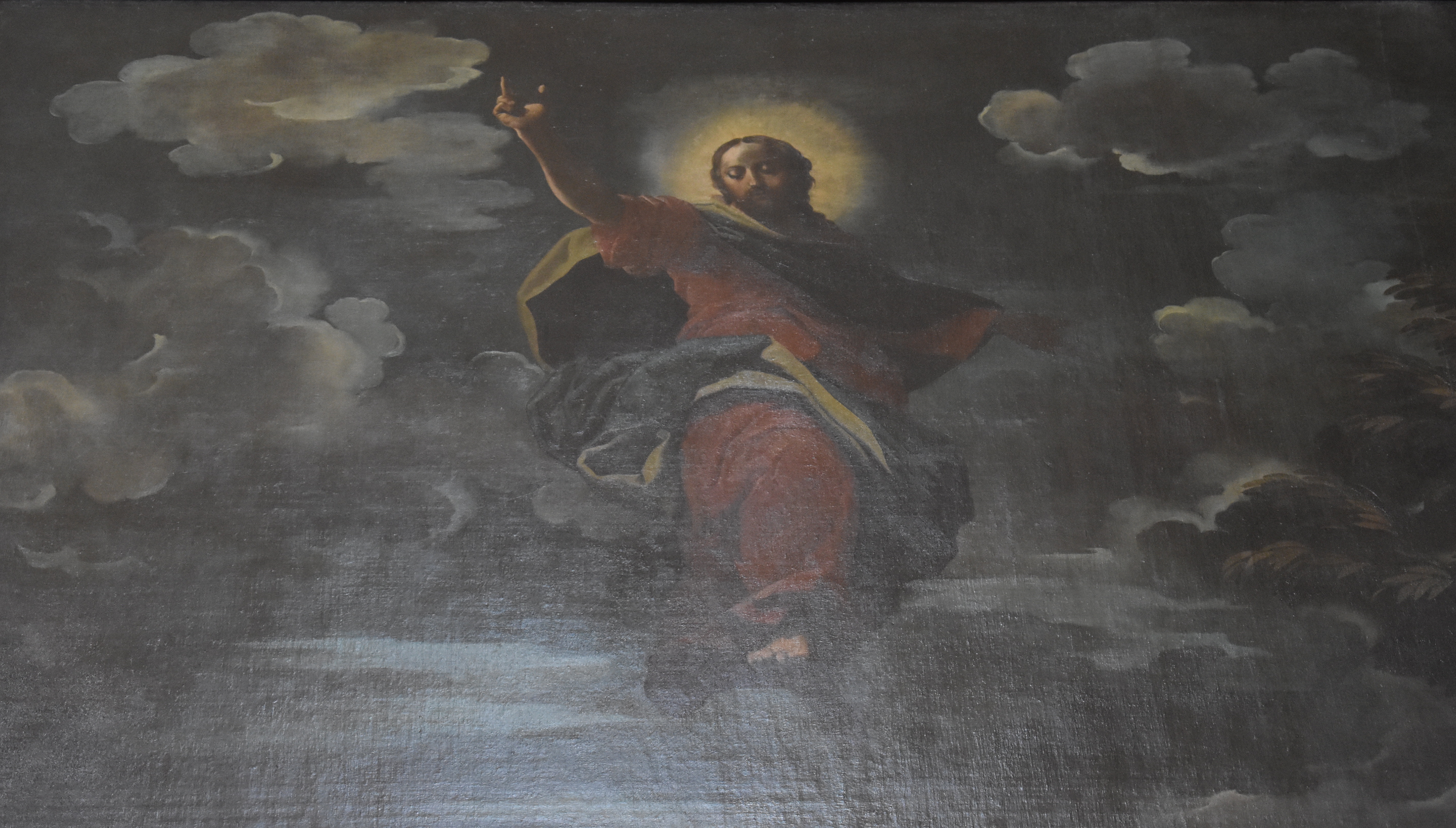
Ascensione di Cristo, chiesa di San Salvatore, Bologna
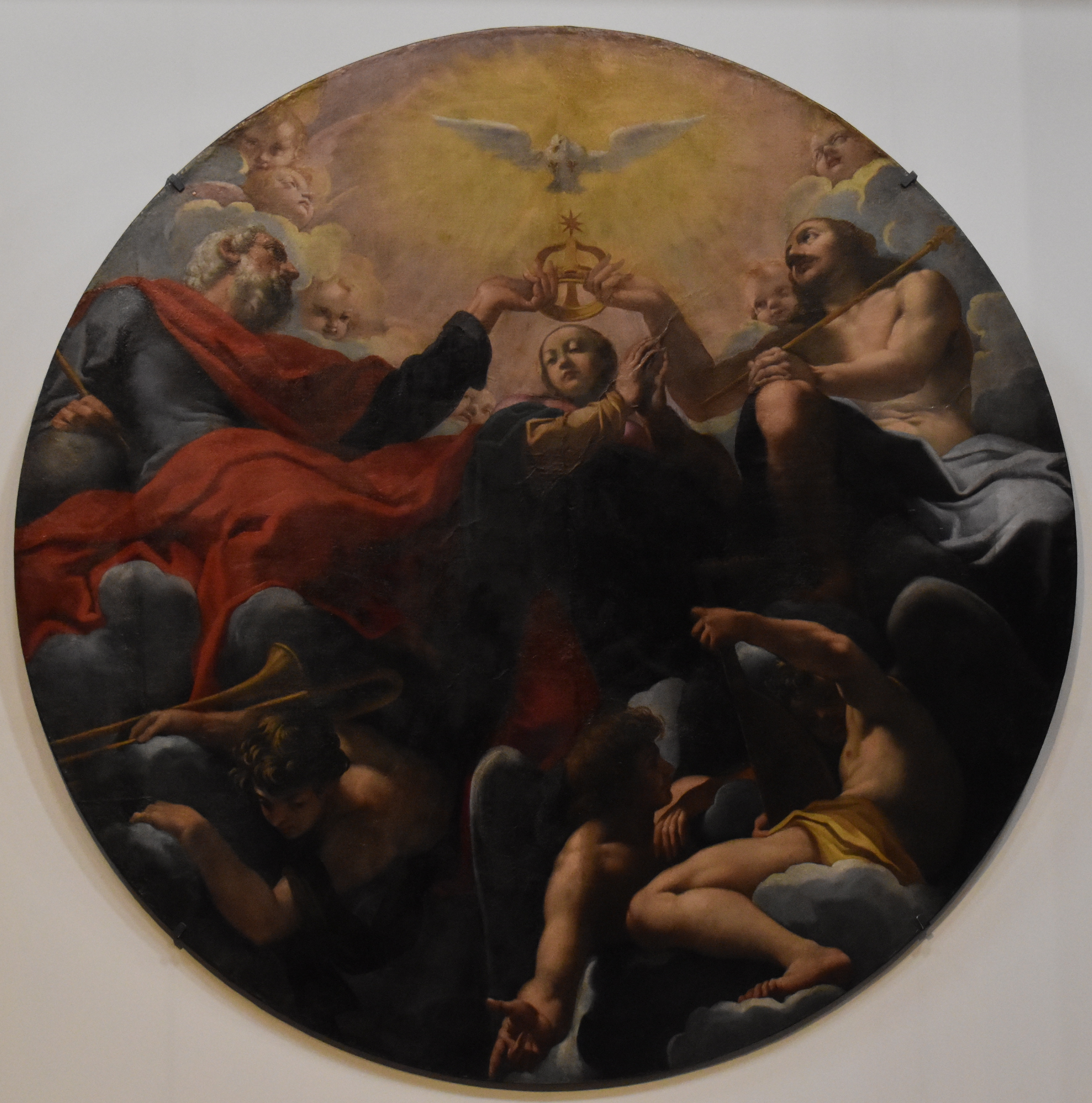
Incoronazione della Vergine, soffitto della chiesa di Santa Maria in Vado

## Opere (lista parziale)
- Madonna col Bambino in trono tra i santi Giorgio e Maurelio, 1602-1604, Museo di Storia dell'Arte, Vienna[6]
- Santa Chiara con l'ostensorio mette in fuga i saraceni, 1614-16, olio su tela, Museo di Palazzo Ducale, Mantova[7]
- Ascensione di Cristo, 1617, Chiesa di San Salvatore, Bologna[8]
- Gloria del Santo Nome o Celebrazione del Nome di Dio, affresco ad olio, catino absidale, 1617-20/21, Chiesa di Santa Maria in Vado, Ferrara
- La seconda delle quattro cappelle, Basilica della Madonna della Ghiara, 1622, Reggio Emilia
- La Madonna di Loreto appare ai santi Giovanni Evangelista, Bartolomeo e Giacomo Maggiore, olio su tela, 1620 ca., Musée des Augustins, Tolosa
- Angelo custode, olio su tela, 1625 ca, Pinacoteca Nazionale, Ferrara[9]
- San Sebastiano e l'angelo, olio su tela, 1620, Musée des beaux-arts, Strasburgo
- Adorazione dei Magi, San Pietro, San Paolo (attribuite), chiesa di San Giorgio, Trecenta[10]
- Convito di Assuero, olio su tela, 1620 ca, Chiesa di San Giovanni Evangelista, Ravenna
- Annunciazione, Chiesa di San Bartolomeo, Modena
- Martirio di san Paolo, Schloss Weissenstein, Pommersfelden
- Miracolo di San Gualberto, Chiesa di Sant'Orsola, Mantova
- San Luigi di Tolosa in preghiera per la fine delle piaghe, Museo di Storia dell'Arte, Vienna